# Dojrzałość szkolna
Dojrzałość szkolna – osiągnięcie przez dziecko takiego poziomu rozwoju fizycznego, społecznego i psychicznego, które czyni je wrażliwym i podatnym na systematyczne nauczanie i wychowywanie w klasie pierwszej szkoły podstawowej. Inaczej jest to moment równowagi między wymaganiami szkoły a możliwościami rozwojowymi dziecka. 
Na dojrzałość szkolną dziecka składają się nie tylko konkretne umiejętności, jak np. pierwsze próby czytania, pisania, mycie zębów czy owoców przed jedzeniem. Świadczą o niej także: umiejętność koncentracji, skupiania uwagi, rozmawiania, odpowiadania na pytania, reagowania na nakazy i zakazy. Dziecko dojrzałe do szkoły powinno rozumieć obowiązujące je normy oraz za co jest nagradzane i karane.
Stefan Szuman podał ogólne kryteria dojrzałości szkolnej. Stosowano rozmaite metody badania tej dojrzałości, w tym 
metodę Aliny Szemińskiej (1969) i test dojrzałości  szkolnej Barbary Wilgockiej-Okoń (1971). 
Edyta Gruszczyk-Kolczyńska połączyła kwestię dojrzałości szkolnej z metodami wspomagania rozwoju umysłowego dziecka. 